# 合衆国議会警察

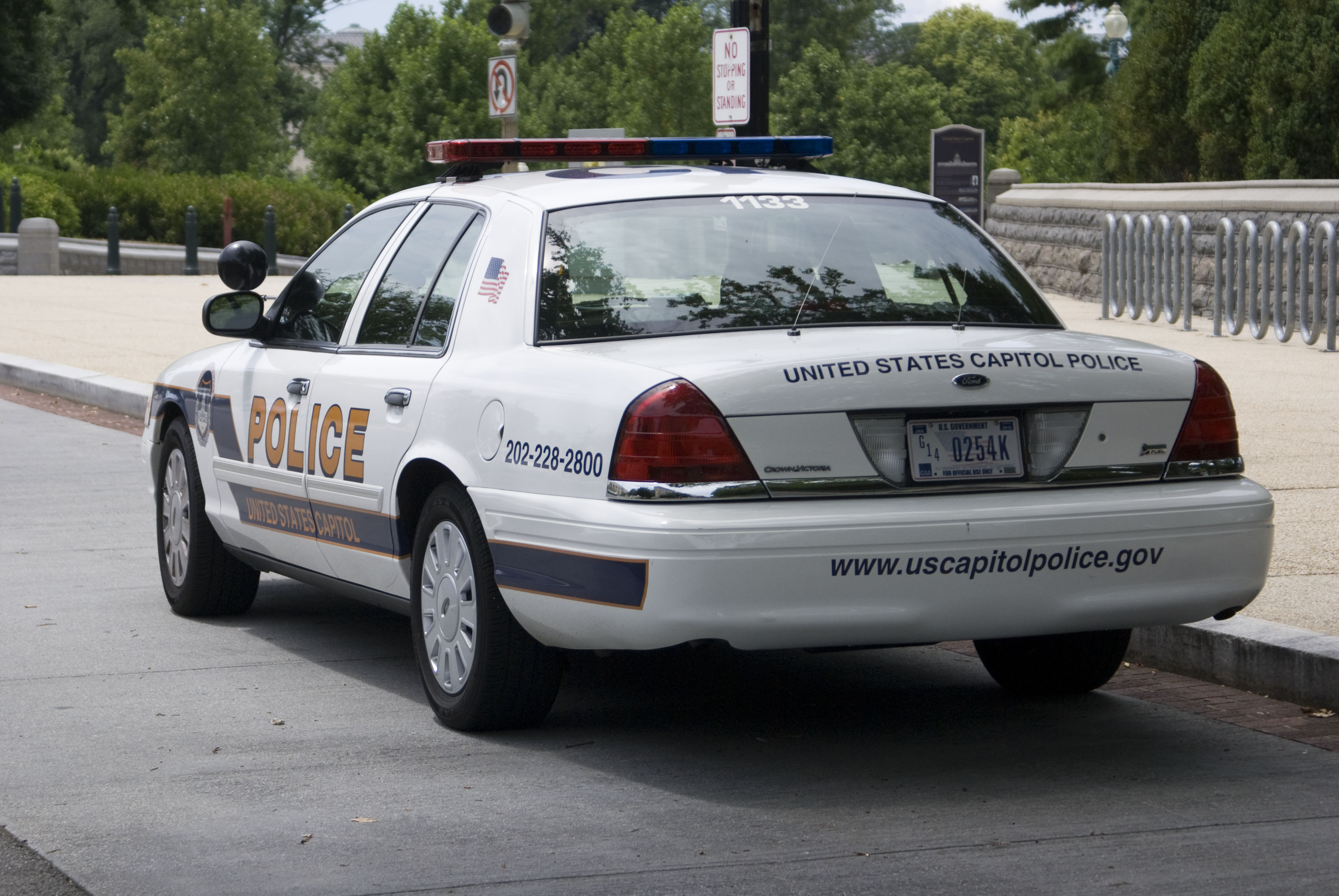
警察車両

合衆国議会警察（がっしゅうこくぎかいけいさつ、英語:United States capitol police）は、アメリカ合衆国議会において、議事堂警察委員会の管理のもとに運営される警察機関。
合衆国議会警察官は、両議院の秩序の維持を主たる職務としており、議事堂施設において警察権を執行する。また、上下両院議員およびその家族の生命・財産の保護のための職務に限れば、アメリカ合衆国の全ての領域内で職権を行使することができ、議会警察官の持つ権限は合衆国の他の警察と同等である。
日本など他の多くの国では、議会の警備を行うのは衛視・門衛（Doorkeeper）であり、警察官ではない。衛視は議会内の秩序を乱した者の現行犯逮捕を議長の権限として認める範囲で行うのみであり、アメリカ合衆国議会警察とは大きく異なる。
議会警察官の定数は、各議院の予算にふりわけられており、採用も各議院別に行われる。これは、議会警察官の職権の本質が、各議院の権能にもとづくものであり、各議院の自律のための職務を行うものであることによる。

## 歴史

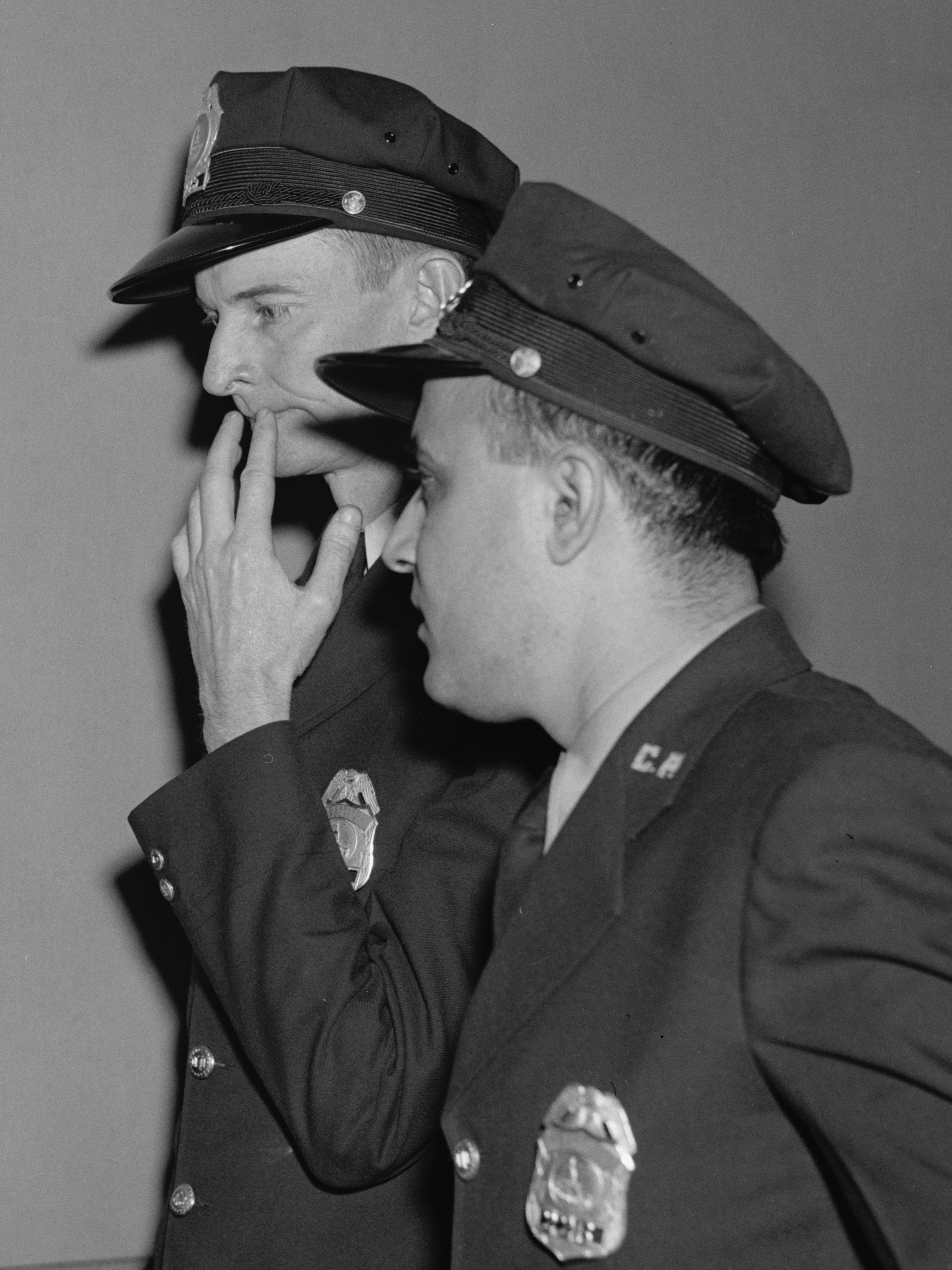
1940年当時の議会警察官

合衆国議会警察の歴史は、議会がフィラデルフィアからワシントンの議事堂に移った1801年に遡る。当時、議会は議会の保護のために1人の警備員を任命した。1828年、ジョン・クィンシー・アダムズの息子であるジョン・アダムズ2世が議会で襲撃された後、正式に創設された。

### 1998年アメリカ合衆国議会議事堂銃撃事件
1998年7月24日、国会議事堂内の保安検査場で銃撃が発生し、議事堂警察官1人が死亡した。犯人は、下院多数党院内総務ホイップ・トム・ディレイのオフィスに侵入したところ、別の警察官に射殺された。

### トランプ大統領支持者による襲撃事件
2021年1月6日、ジョー・バイデンが勝利した2020年アメリカ合衆国大統領選挙の結果を確定させる上下両院合同会議が開かれていた議事堂で、ドナルド・トランプ大統領の支持者らが議事堂内に侵入した。この日警備をしていた警察官1200人に、事前に正しい情報伝達がされていないなど警備態勢の不備や詰めの甘さが指摘され、スティーブン・サンド議事堂警察署長は16日に辞任した。また幹部職員2名、警察官6名が停職処分を受けた。警察官が襲撃の参加者と自撮りをしていたことから、多くの民主党所属議員からは一部の警察官による共謀を疑う声が出た。

### 2021年4月、米国議会議事堂の突入攻撃
2021年4月2日、議事堂前の検問所に車両が突入し、議事堂警察官2名（1名死亡、1名負傷）をはねた後バリケードに衝突した。容疑者は降車後、刃物を手に警察官に突進し始めたところを射殺された。

## 階級
| 階級                                         | 階級章     |
| -------------------------------------------- | ---------- |
| Chief of Police (警視総監)                   |            |
| Assistant Chief of Police (警視監)           |            |
| Chief of Operations (警視長)                 |            |
| Deputy Chief (警視正)                        |            |
| Inspector (警視)                             |            |
| Captain (警部)                               |            |
| Lieutenant (警部補)                          |            |
| Sergeant (巡査部長)                          |            |
| Corporal (巡査長)                            |            |
| Private First Class (上級巡査)               |            |
| Private with training (巡査(訓練課程修了者)) |            |
| Private (巡査(訓練課程))                     | 階級章なし |